# Där trädgården slutar
Där trädgården slutar (Originaltitel: Over the Garden Wall) är en Emmy-belönad tecknad miniserie som gått på Cartoon Network. Serien är skapad av Patrick McHale, som även arbetat med tv-serien Äventyrsdags. 
Serien är tio avsnitt lång och hade premiär 3 november 2014 i USA. Den översattes till svenska år 2015. 
Utöver de tio avsnitten finns även en pilot med titeln "Tome of the Unknown".

## Handling
I serien får man följa de två halvbröderna Björn (Sebastian Karlsson) och Frej (William Ringström) som gått vilse i den magiska skogen Det Okända. Där stöter de på en gammal skogshuggare (Allan Svensson) med en lykta som varnar dem för Odjuret. På sin väg hemåt får de hjälp av en groda och den talande Östsialian Beatrice (Annika Herlitz), som Frej har räddat ur en törnbuske.

## Röster i urval
- Elijah Wood – Wirt
- Collin Dean – Gregory (Greg)
- Melanie Lynskey – Beatrice
- Christopher Lloyd – The Woodsman
- Jack Jones – Greg's Frog / Jason Funderburker
- Samuel Ramey – The Beast

### Svenska röster
- Sebastian Karlsson – Björn
- William Ringström – Frej
- Annika Herlitz – Beatrice
- Allan Svensson – Skogshuggaren